# Combate Global
Combate Global（コンバーテ・グローバル）は、アメリカ合衆国の総合格闘技団体。2011年にUFCの共同創設者キャンベル・マクラーレンがヒスパニック系の新鋭ファイターを紹介することを目的として「Combate Americas」を創設し、2013年に第1回大会を開催。2021年3月に現名称に改称。日本ではABEMAでライブ配信されている。